# TSV Fichte Hagen
Der TSV Fichte Hagen 1863 e. V. (offiziell: Turn- und Sportverein Fichte Hagen 1863 e. V.) ist ein Sportverein aus Hagen. Die erste Basketballmannschaft spielte als BG Hagen ein Jahr in der Bundesliga. Die erste Fußballmannschaft spielte zwei Jahre in der höchsten westfälischen Amateurliga.

## Geschichte
Der Verein wurde am 19. August 1863 als Eilper Turnerschaft gegründet, von dem sich im Jahre 1876 der TV Eintracht Eilpe abspaltete. 1897 spaltete sich Turnerbund Germania Eilpe von der Turnerschaft ab. 1920 fusionierte die Eilper Turnerschaft und der TV Eintracht Eilpe zum TuS Eilpe 1863. Nach dem Ende des Zweiten Weltkrieges wurden alle Sportvereine in Hagen aufgelöst. Als gemeinsamer Nachfolgeverein wurde am 8. September 1945 der TSV Fichte Hagen-Eilpe gegründet. Namensgeber war der deutsche Philosoph Johann Gottlieb Fichte. Am 25. Oktober 1952 nahm der Verein schließlich seinen heutigen Namen an.
Das Sportangebot des Vereins umfasst die Abteilungen American Sports (Sauerland Mustangs, American Football), Basketball, Fußball, Handball, Hockey, Leichtathletik, Taekwondo, Tennis, Tischtennis, Turnen, Volleyball, Herzsport und Boule.

### Basketball
Die Basketballabteilung wurde im Jahre 1951 gegründet. Zwanzig Jahre später gelang der Aufstieg in die Regionalliga. Im Jahre 1975 gründeten Fichtes Basketballer gemeinsam mit denen des Vereins Deutsche Eiche Kückelhausen die Spielgemeinschaft BG Hagen. Zwei Jahre später gelang der Aufstieg in die 2. Bundesliga Nord. Nachdem die Mannschaft zunächst gegen den Abstieg gespielt hatte, gelang der BG Hagen im Jahre 1980 der Aufstieg in die Bundesliga. Es folgte der direkte Wiederabstieg, dem 1984 der Abstieg aus der 2. Bundesliga folgte. Nachdem zwischenzeitlich auch der Hasper SV der BG Hagen beigetreten war, gab die Mannschaft in den Spielzeiten 1986/87, von 1988 bis 1990, 1993/94, 1998/99 kurze Gastspiele in der 2. Bundesliga. 
Erst ab 2001 konnte sich die Mannschaft längerfristig in der 2. Bundesliga etablieren. Im Jahre 2004 wurde aus der BG Hagen heraus der Basketballklub Phoenix Hagen gegründet, der die Lizenz für die 2. Bundesliga von der BG gemietet hat und das Spielrecht übernahm. Sowohl die erste Mannschaft der Männer als auch die der Frauen von der BG Hagen spielen in der Regionalliga West.

### Fußball
Die Fußballabteilung geht auf die Vereine FC Eilpe und Westfalia Eilpe zurück, die sich im Jahre 1911 zu Spiel und Sport Eilpe zusammengeschlossen haben. Ein Jahr später gründete sich der FC Delstern, der sich noch im gleichen Jahr mit Spiel und Sport zum FC Eilpe fusionierte. Im Jahre 1930 kam der SC Eilpe hinzu, der vier Jahre später mit dem Turnerbund Germania Eilpe zum TSC Germania Hagen-Eilpe fusionierte. Sportlich waren die Fußballer bis zum Ende des Zweiten Weltkrieges bedeutungslos. Dies änderte sich nach Kriegsende.
Im Jahre 1947 stiegen die Hagener in die Bezirksklasse auf und begrüßten beim Heimspiel gegen den TuS Iserlohn 4.000 Zuschauer. Im Jahre 1954 stieg die Mannschaft in die Landesliga auf, die seinerzeit die höchste Amateurliga Westfalens bildete. 1956 verpasste der TSV Fichte die Qualifikation für die neu geschaffene Verbandsliga Westfalen und spielte nun viertklassig weiter. Im Jahre 1961 stiegen die Hagener aus der Landesliga und zwei Jahre später auch aus der Bezirksklasse ab.
Nach dem zwischenzeitlichen Wiederaufstieg gelang Fichtes Fußballern im Jahre 1974 der erneute Aufstieg in die Landesliga. Nach einem vierten Platz in der Saison 1976/77 verpasste die Mannschaft ein Jahr später den Aufstieg in die Verbandsliga, zu dem wegen der Einführung der Oberliga Westfalen ebenjener vierte Platz gereicht hätte. In den folgenden Jahren ging es in die Bezirksliga hinunter. Seit dem Abstieg im Jahre 2014 spielen die Fußballer des TSV Fichte in der Kreisliga A. Zehn Jahre später verpassten die Hagener den Wiederaufstieg, als sie in den Aufstiegsspielen dem VfB Kirchhellen unterlagen.
2007 wurde eine Frauenmannschaft gegründet, die 2020 in die Bezirksliga aufstieg.

### Handball
Die Wurzeln der Handballabteilung finden sich im Jahre 1923, als der Turnerbund Germania Eilpe eine Handballmannschaft gründete. Im Jahre 1948 wurden Fichtes Handballer nach Spielen gegen den TuS Ferndorf und dem Schalksmühler TV Südwestfalenmeister. 1963 konnte dieser Erfolg wiederholt werden.